# Magical×Miracle
『Migical×Miracle』（マジカル×ミラクル）は水谷悠珠の漫画。2002年5月号から2006年3月号まで『コミックZERO-SUM』で連載されていた。全6巻。

## あらすじ
魔道士を目指す為に田舎町エスカトから王都ヴェイガルド王国にやって来た少女・メルリーウィ（メル）。ある日、彼女は大魔道士・シルスファーン（シルス）と見間違われてしまう。どうやら、自分は彼と瓜二つらしく、しかもシルスは現在、行方不明だという。こうしてメルは、シルスがいない間、彼の身代わりをすることになる。

## 登場人物
メルリーウィ
本作の主人公。通称：メル。魔道士を目指す為に田舎からやって来た14歳の少女。ある時、失踪した大魔道士・シルスと間違われたことが元で、彼の身代わりをすることになる。
ヴァイス
ヴィエガルド王国黒騎士団団長を務める男性。24歳。酒好きでお調子者。怪我が多いのか、毎日よく絆創膏を付けている。フェルンとは言い争いが絶えない。
フェルン
12歳にしてシルスファーンの側近を務める長耳族（ハーゼ）の少年。ぶっきら棒で思ったことは口に出すタイプ。特技はつまみ食い。
グレン
ヴェイガルドの司祭を務めている。いつも笑顔。趣味はお菓子作りだが、実際はお茶をすることが多いらしい。
ユエ
ヴィエガルド王国魔法省次官を務めており、名門・アリステラフォード家長男。性格は、かなり堅物で神経質。よくシルスから悪戯されたり、からかわれたりしていたらしい。
セラフィア
ヴィエガルド王国の姫だが、年齢は8歳と子供。性格も幼く泣き虫な癖にかなり我侭。シルスのことが大好き。好きなお茶はローズヒップ。
フランシス
ヴィエガルド西部メセタ教会の元神父。グレンの友人。貴族のお坊ちゃま育ち。趣味はお茶。なぜかオルゴールで音楽を流さないと話せない。
アルディ=アウリス
メルと敵対する人物。シルスと同じくらいの強大な魔力を秘めているらしい。
イディル
メルの兄。家族と葡萄畑を愛し、現在数々の農園を回りながら修行中。
レクト
メルの同級生。貴族出身で成績も優秀だが、性格は尊大で思い込みが激しい。同じ貴族出身のユエに憧れを抱く。
シルスファーン
ヴィエガルド王国大魔道士。通称：シルス。メルが上京する少し前に失踪してしまう。悪戯やお茶目なこと、楽しいことが大好き。顔はメルと瓜二つだが、こちらは男性。